# 长柱灰背杜鹃
长柱灰背杜鹃（学名：Rhododendron hippophaeoides var. occidentale）为杜鹃花科杜鹃花属下的一个变种。

## 扩展阅读
- 維基物種上的相關：长柱灰背杜鹃